# Bloque de tierra comprimida

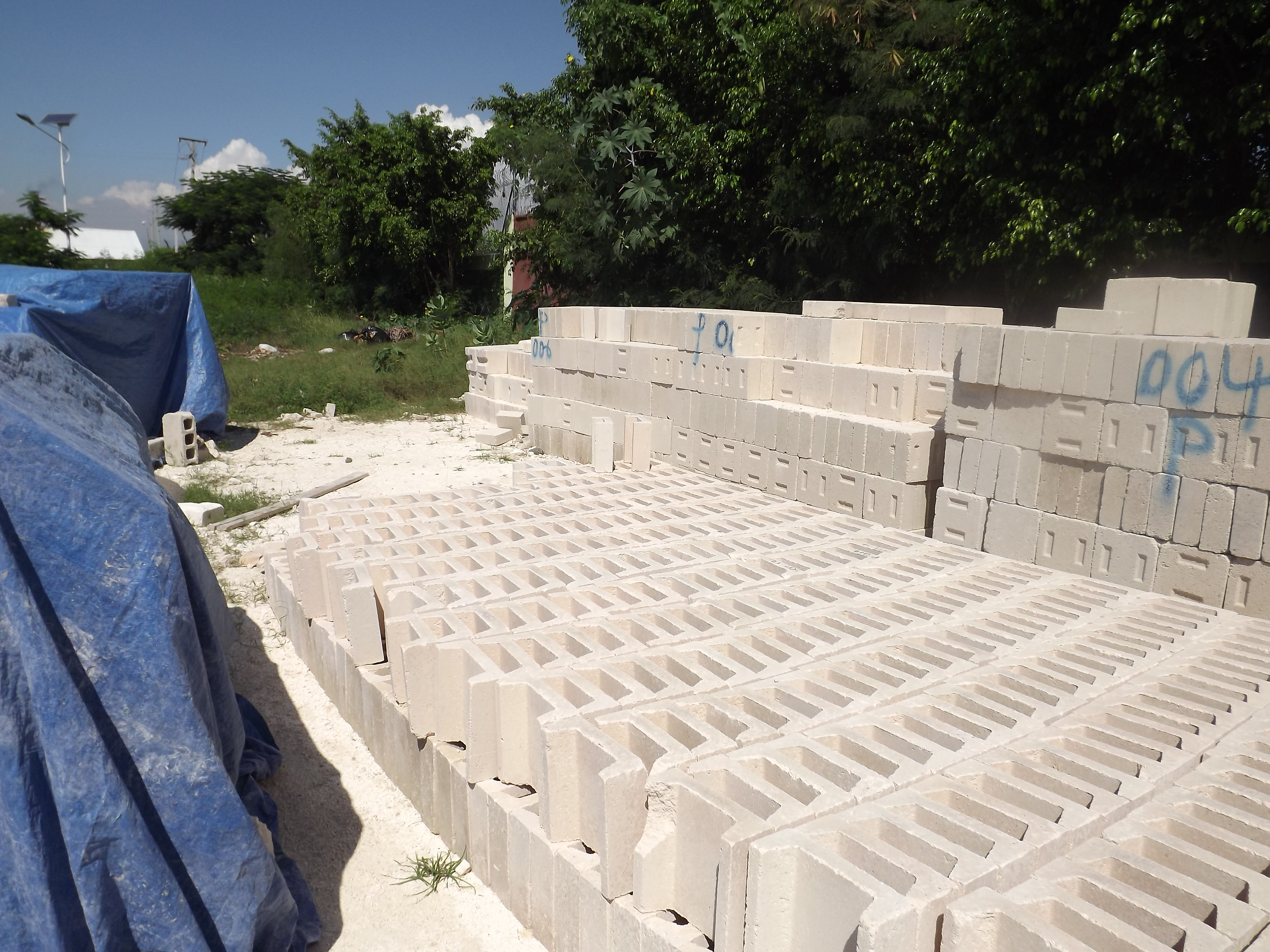
Producción de bloques de tierra comprimida - BTC.

El bloque de tierra comprimida, a veces conocido simplemente como BTC (en inglés, CEB), es un material de construcción fabricado con una mezcla de tierra y un material estabilizante, como cal aérea, cal hidráulica, cemento o arcilla, que es comprimida y moldeada utilizando una prensa mecánica. El BTC es un sustituto del ladrillo corriente en actividades de construcción; se utiliza en la construcción de muros apilándolo manualmente y utilizando una mezcla de los mismos materiales como pega.

## Historia
El BTC fue desarrollado en la década de 1950 en Colombia, como un producto de investigación del Centro Interamericano de Vivienda (CINVA) para producir materiales de construcción de bajo costo. De esta investigación nació la prensa CINVA-RAM, nombrada así por el Centro Interamericano de Vivienda y por el apellido del desarrollador, Ing. Raúl Ramírez (Chileno), con la que se produce el BTC. Desde los años 80 ha tenido gran difusión en todo el mundo.
La fórmula más difundida es la de 14 partes de tierra y una parte de cemento variando este si la proporción de arena en la tierra varía con respecto al limo y arcilla. La granulometría se debe controlar y establecer en tamaño menor a 5mm. Solo mediante ensayo y error in situ es posible afinar la mezcla con agua para lograr un producto apto para el uso final.